# Myers Flat
Myers Flat es un lugar designado por el censo ubicado en el condado de Humboldt en el estado estadounidense de California. En el año 2010 tenía una población de 1.037 habitantes.

## Geografía
Myers Flat se encuentra ubicado en las coordenadas 40°16′1″N 123°52′20″O / 40.26694, -123.87222.